# 甘盘
甘盘（？—？），中国商朝名臣，甘姓始祖之一。
甘盘初为商王小乙大臣，在小乙六年受命教导小乙的继承人武丁。武丁继位后，封甘盘为卿士，为主要辅佐大臣之一。甘盤在武丁继位不久後即逝世，傅说继其位。在《尚書·君奭》中，周公景仰殷商時的賢臣，將武丁之時的甘盤與成湯和太甲之時的宰輔伊尹（阿衡），太戊之時的伊陟，祖乙之時的巫賢等等賢臣相提並論，可知甘盤是武丁之時的功臣。